# 3786 Yamada
A 3786 Yamada (ideiglenes jelöléssel 1988 AE) a Naprendszer kisbolygóövében található aszteroida. T. Kojima fedezte fel 1988. január 10-én.